# Lucius I.
Lucius I. (* in Rom; † 5. März 254) war Bischof von Rom für acht Monate (25. Juni 253 bis zu seinem Tode).

## Leben
Lucius war Römer. Von Kaiser Trebonianus Gallus wurde Lucius sofort in die Verbannung geschickt. Nach dem gewaltsamen Tod des Kaisers konnte er unter dessen Nachfolger Valerian rasch zurückkehren. Das Schisma des Novatian dauerte unter seiner Amtszeit fort. Gegen den Rigorismus der Novatianer vertrat er wie schon sein Vorgänger die mildere Richtung in der Bußpraxis.
Er wird in mehreren Briefen des heiligen Cyprian von Karthago erwähnt, der ihn als mutigen Bekenner rühmt. Erst spätere Legenden berichten von einem Martyrium. Wie seine Vorgänger fand er seine letzte Ruhestätte in der Calixtus-Katakombe. Bei deren Wiederentdeckung wurde ein Stück seiner Grabinschrift gefunden. Sein Gedenktag ist der 4. März. In Roskilde: Übertragung der Gebeine: 25. August.